# ألكسندر فاسيليفسكي
المارشال ألكسندر ميخائيلوفيتش فاسيليفسكي (بالروسية: Алекса́ндр Миха́йлович Василе́вский) وُلد في نوفايا غوليتشكا بفيتشوغا بالإمبراطورية الروسية بتاريخ 30 سبتمبر 1895 (بحسب التقويم الجديد أو 18 سبتمبر 1895 بحسب التقويم القديم)، وتوُفي بمدينة موسكو في 05 ديسمبر 1977، واحد من الضباط الروس ذوي المكانة العالية بالجيش الأحمر، ترقّى في السلك العسكري حتى أصبح مارشال الاتحاد السوفيتي عام 1943، كما عمل في مناصب رئيس هيئة الأركان العامة ونائب وزير الدفاع خلال الحرب العالمية الثانية ثم وزيرا للدفاع في الفترة ما بين 1949 وحتى 1953، وخلال عمله كرئيس لهيئة الأركان العامة وضع فاسيليفسكي خطط الهجوم المضاد على ستالينغراد كذلك خطط الهجوم على بروسيا الشرقية وكونيغسبرغ.
بدأ فاسيليفسكي حياته العسكرية مع بداية النزاعات المسلحة خلال الحرب العالمية الأولى ونال رتبة نقيب عام 1917، ومع بداية الثورة البلشفية والحرب الأهلية الروسية انتظم فاسيليفسكي ضمن صفوف الجيش الأحمر وشارك في معارك الحرب البولندية السوفيتية، ومع نهاية الحرب تدرّج سريعا في المناصب القيادة داخل الجيش حتى أصبح قائد فوج عام 1930 وهو المنصب الذي أظهر مهارة فاسيليفسكي في تنظيم وتدريب القوات وهو ما أهله أيضا ليصبح عضوا في إدارة التدريب العسكري عام 1931، وفي أعقاب التطهير الأعظم الذي قام به ستالين أصبح فاسيليفسكي ضابطا للأركان عام 1937.
ومع بداية الهجوم السوفيتي المضاد عام 1943، لعب فاسيليفسكي دورا كبيرا في التخطيط لاجتياح القوات السوفيتية لمواقع العدو في الدون الأعلى، كذلك الدونباس والقرم وبيلاروسيا ودول البلطيق منهيا الحرب باستيلائه على كونيغسبرغ في إبريل 1945، ليُعيّن بعدها قائدا عاما للقوات المسلحة في الشرق الأقصى حيث قام بتنفيذ عملية الغزو السوفيتي لمنشوريا ومن ثم قبوله باستسلام اليابان، وعقب الحرب اعتلى فاسيليفسكي كرسي وزارة الدفاع وبقى وزيرا حتى وفاة ستالين عام 1953، ومع صعود خروتشوف للحكم بدأت سلطات فاسيليفسكي في التضاؤل حتى أُحيل للمعاش، وبعد وفاة فاسيليفسكي تقرر دفنه في مقبرة سور الكرملين تقديرا لتاريخه وما قدمه من خدمات للاتحاد السوفيتي.

## روابط خارجية
- ألكسندر فاسيليفسكي على موقع الموسوعة البريطانية (الإنجليزية)
- ألكسندر فاسيليفسكي على موقع مونزينجر (الألمانية)